# Schleuse Halle-Stadt
Die Schleuse Halle-Stadt, auch umgangssprachlich Stadtschleuse Halle genannt, ist eine Schleuse beim Kilometer 93,50 der Bundeswasserstraße Saale zentral gelegen im Stadtgebiet der Stadt Halle (Saale) in Sachsen-Anhalt. Die Anmeldung zur Schleusung erfolgt per Telefon. Sie befindet sich im Zuständigkeitsgebiet des Außenbezirks 5 (ABZ 5) in Merseburg des Wasserstraßen- und Schifffahrtsamtes Elbe. Zwischen Trotha und der Rohrbrücke Leuna-Kröllwitz (Saale-Km 124,40) hat die Saale die Wasserstraßenklasse I und wird hauptsächlich von der Fahrgast- und Sportschifffahrt genutzt. Im Stadtgebiet von Halle gibt es fünf Schleusen. Saaleabwärts sind das die Schleuse Planena, die Schleuse Böllberg, die Stadtschleuse Halle, die Schleuse Gimritz und Schleuse Halle-Trotha. Die Anlagen gleichen für die Schiffe einen Höhenunterschied von rund neun Meter auf 15 Kilometer Flusslänge aus.

## Geschichte
Die Nutzung der Saale für Güter- oder Personentransporte ist seit 981 urkundlich belegt. In Chroniken der Saaleschifffahrt wird berichtet, dass bereits in der zweiten Hälfte des 14. Jahrhunderts das Wasser des Flusses Saale angestaut wurde. Die angestaute Wassermenge wurde zum Betrieb von Mühlen bzw. zum Flößen genutzt. Am 21. Oktober 1530 erteilte Kaiser Karl V. dem Erzstift Magdeburg das Privileg der freien Schifffahrt auf der Saale und die Erlaubnis, den Fluss auszubauen. Erste hölzerne Schleusen dienten den Schiffern zur Bewältigung des Frachtverkehrs. Fürst Wolfgang von Anhalt, Regent über Bernburg, schloss 1559 auf Drängen des Erzbischofs Sigismund einen Vertrag zum Ausbau und Sicherung der Saaleschifffahrt ab. Erst knapp 100 Jahre später, ab dem Jahre 1790 wurde die Saaleschifffahrt weiter ausgebaut. Der Kurfürst von Sachsen, Friedrich August III., ordnete an, die obere Saale und die Unstrut schiffbar zu machen.
Die heute noch vorhandene und nutzbare Schleuse sollte durch den Umgehungskanal Halle mit der Schleuse Halle umgangen werden. Die Bauunterlagen waren vollständig ausgearbeitet. Die drei Schleusen, die Schleuse Gimritz, die Schleuse Halle-Stadt und die Schleuse Böllberg sollten umfahren werden und die Wasserstraße für das 1000-Tonnen-Schiff nutzbar gemacht werden. Wie auch für die Saaleschleusen zwischen Calbe und Wettin war eine Nutzlänge von etwas mehr als 100 Meter und einer Breite von 20 Meter vorgesehen. Der Umgehungskanal Halle und die Schleuse Halle wurden kriegsbedingt nicht gebaut bzw. fertiggestellt.

## Beschreibung
Da damals die Saale sehr verzweigt war und viele Inseln bildete, war es an vielen Stellen möglich, Wehre und Schleusen zu errichten. Größere Eingriffe in die Flusslandschaft zum Bau von Mühlen waren nicht notwendig und die sich entwickelnde Saaleschifffahrt und Flößerei wurde nicht übermäßig behindert. Während der Regierungszeit des Kurfürsten Friedrich III. wurden in den 1690er Jahren die bereits vorhandenen hölzernen Schleusen zu massiven Schleusen mit Steinwänden fast immer aus heimischen Sandstein umgebaut. 1817–1822 wurde die Saale von Halle an aufwärts und weiter die Unstrut bis Artern schiffbar gemacht und deshalb im Stadtgebiet eine Schleuse errichtet. Die heutige Stadtschleuse Halle ist eine Schleuse in Schwergewichtsbauart mit offener Sohle. Die Schleusenkammer und Schleusenhäupter bestehen Sandsteinquadern. Sie sind mit einer Betonwand verblendet. Die Sohle der Kammer ist mit Sandsteinquadern ausgelegt. Verschlossen und geöffnet wird die Schleusenkammer mittels Stemmtoren, die elektromechanisch bewegt werden. Zum Befüllen und Leeren der Schleuse dienen Gleitschütze in den Toren. Über das Unterhaupt der Schleuse führt die vierspurige Brücke der Bundesstraße 80. Die Abmessungen aller Schleusen im Bereich des ABz5 entsprechen heute der Binnenwasserstraßenklasse I. Die Schleuse Halle-Stadt ist eine Selbstbedienungsschleuse.